# Поведская Больница
Поведская Больница  — поселок в Торжокском районе Тверской области. Входит в состав Яконовского сельского поселения.

## География
Находится в центральной части Тверской области на расстоянии приблизительно 35 км на северо-запад по прямой от районного центра города Торжок к северу от села Поведь.

## История
На карте 1938 года была отмечена как лечебное учреждение. До 2017 года входила в Осташковское сельское поселение.

## Население
Численность населения: 16 человек (русские 100 %) в 2002 году, 11 в 2010.